# Ballon d'or 2001
Navigation
Édition précédente Édition suivante
Le Ballon d'or 2001, qui récompense le meilleur footballeur évoluant dans un club européen, est attribué à Michael Owen.

## Résultats
| Rang | Nom                     | Club                         | Sélection nationale | Points |
| ---- | ----------------------- | ---------------------------- | ------------------- | ------ |
| 1    | Michael Owen            | Liverpool                    | Angleterre          | 176    |
| 2    | Raúl González           | Real Madrid                  | Espagne             | 140    |
| 3    | Oliver Kahn             | Bayern Munich                | Allemagne           | 114    |
| 4    | David Beckham           | Manchester United            | Angleterre          | 102    |
| 5    | Francesco Totti         | AS Roma                      | Italie              | 57     |
| 6    | Luís Figo               | Real Madrid                  | Portugal            | 56     |
| 7    | Rivaldo                 | FC Barcelone                 | Brésil              | 20     |
| 8    | Andriy Chevtchenko      | Milan AC                     | Ukraine             | 18     |
| 9    | Thierry Henry           | Arsenal                      | France              | 14     |
| 9    | Zinédine Zidane         | Juventus Real Madrid         | France              | 14     |
| 11   | Bixente Lizarazu        | Bayern Munich                | France              | 10     |
| 12   | David Trezeguet         | Juventus                     | France              | 7      |
| 13   | Stefan Effenberg        | Bayern Munich                | Allemagne           | 6      |
| 14   | Henrik Larsson          | Celtic                       | Suède               | 4      |
| 14   | Alessandro Nesta        | Lazio Rome                   | Italie              | 4      |
| 16   | Juan Sebastián Verón    | Lazio Rome Manchester United | Argentine           | 3      |
| 16   | Hernán Crespo           | Lazio Rome                   | Argentine           | 3      |
| 18   | Giovane Élber           | Bayern Munich                | Brésil              | 2      |
| 18   | Gaizka Mendieta         | Valence Lazio Rome           | Espagne             | 2      |
| 18   | Roberto Carlos da Silva | Real Madrid                  | Brésil              | 2      |
| 18   | Damiano Tommasi         | AS Roma                      | Italie              | 2      |
| 18   | Sami Hyypiä             | Liverpool                    | Finlande            | 2      |
| 18   | Emmanuel Olisadebe      | Panathinaïkos                | Pologne             | 2      |
| 18   | Ebbe Sand               | Schalke 04                   | Danemark            | 2      |
| 25   | Roberto Baggio          | Brescia                      | Italie              | 1      |
| 25   | Steven Gerrard          | Liverpool                    | Angleterre          | 1      |
| 25   | Rui Costa               | ACF Fiorentina Milan AC      | Portugal            | 1      |